# Socovos
Socovos – gmina w Hiszpanii, w prowincji Albacete, w Kastylii-La Mancha, o powierzchni 138,61 km². W 2011 roku gmina liczyła 1975 mieszkańców.